# Marie-Laure
Marie-Laure, née Marie-Laure Gronardty-Grouard le 15 janvier 1822 à Paris et morte le 8 juillet 1843 à Familly, est une poétesse française.

## Biographie
Fille de Jean François Gronardty-Grouard, avocat et docteur en droit, et de Clémentine Castaing, Marie Laure Gronardty-Grouard naît en 1822 à Paris. Ses parents se sont mariés en 1817.
La courte vie de Marie-Laure Grouard, élevée à Orbec et à Familly, est une succession de malheurs. Née, selon ses propos, muette, aveugle et débile, dans le poème Mes premiers souvenirs, elle a vu le fiancé de sa sœur victime d'un accident de chasse. Son père est déporté au bagne pour usage de faux ; après quoi, en 1842, elle part pour Paris, cherchant à faire éditer ses écrits. Après un premier retour au foyer, elle revient à Paris et y apprend la mort de sa sœur Delphine, tuberculeuse. Atteinte du même mal, elle rejoint définitivement la Normandie et meurt à Familly trois mois plus tard,. Elle est inhumée dans la commune, portée par les jeunes filles vers l'église Saint-Jean-Baptiste, où la tombe est toujours présente.
Sa vie de provinciale ne l'a pas empêchée de correspondre avec des poètes de son temps (réponses de Chateaubriand, Jules Janin, Sainte Beuve, Marceline Desbordes-Valmore, Amable Tastu) et de solliciter leur appui auprès des éditeurs de revues et de journaux. Théodore de Banville fera éditer ses œuvres complètes, après la parution des Églantines (recueil poétique), publiant le contenu de ses brouillons, en accord avec la famille.

## Œuvres
- Les Églantines, W. Coquebert, 1843 (lire en ligne sur Gallica).
- Essais en prose et poésies, recueillis, publiés et précédés d'une notice biographique par M. Théodore de Banville, d'une préface de l'auteure, de lettres par MM. Chateaubriand, Jules Janin, Sainte-Beuve, et Mmes Desbordes-Valmore, Amable Tastu, Labitte, 1844 (lire en ligne sur Gallica).

## Postérité
Un espace au musée d'Orbec lui est consacré.